# Medaille bij de Meerderjarigheid van Sekar Kedaton
De Medaille bij de Meerderjarigheid van Sekar Kedaton of "Medali Gusti Radin Ayu" werd ingesteld door Soesoehoenan Prabhu Sri Paku Buwana X toen zijn oudste dochter Gusti Raden Ayu Sekar Kedaton op 2 oktober 1934 meerderjarig werd. De medaille werd uitgereikt in goud en zilver en draagt het portret van de keizerlijke prinses en de inscriptie "Gusti Radin Ayu Sekar Kedaton Kuswinayah tumbuk yuswo 16 tahun, Selasa Wage tanggal 22 Jumadilakir tahun wawu 1849-1865, 25.3.1919 – 2.10.1934".
De medaille is een onderscheiding van het zelfregerende Javaanse vorstendom Soerakarta.
Op 2 oktober 1934 vierde de Soesoehoenan van Soerakarta, Pakoe Boewono X het huwelijk van zijn 16-jarige dochter. Het huwelijk van de oudste van zijn 34 volwassen geworden dochters werd in de kraton met veel pracht en praal gevierd en de Soesoehoenan liet gouden en zilveren medailles naar ontwerp van de medaillesnijder Jac J. van Goor vervaardigen bij de Koninklijke Begeer in Voorschoten. De medaille heeft een hoog reliëf. Deze medailles werden aan de gasten uitgereikt. Er zijn ook Nederlandse bestuurders en militairen onderscheiden.
Door deze medailles te laten slaan volgde de Soesoehoenan het voorbeeld van de Europese vorsten die in de 19e eeuw begonnen waren met het uitreiken van draagbare herinneringsmedailles bij jubilea, huwelijken en kroningen. De Soesoehoenan liet in 1936 een veel bewerkelijker ster als Eremedaille ter Gelegenheid van het 40e Regeringsjubileum van Pakoe Boewono X Soesoehoenan van Soerakarta uitreiken.
De voorzijde toont het portret van de prinses met drie medailles op de linkerborst. Op achterzijde staat een Javaanse tekst.
De medaille werd aan een wit lint met een brede rode rand langs de linkerbies gedragen op de linkerborst. Ook dames aan het hof van Soerakarta droegen de medaille in deze uitvoering en niet aan een tot een strik opgemaakt lint.